# Черкаський академічний театр ляльок
Черка́ський академі́чний теа́тр ляльо́к (повна назва: Черкаський академічний театр ляльок Черкаської обласної ради) — обласний академічний театр ляльок у місті Черкасах. Знаходиться в колишньому будинку лісничого.

## Загальна інформація
Черкаський академічний театр ляльок розташований у само́му середмісті Черкас за адресою: вул. Леніна, буд. 4, м. Черкаси-18002, Україна.
Цікавою є затишна будівля нинішнього академічного театру ляльок —  пам'ятка архітектури XIX ст., вона належить до так званих «зразкових будинків», автором яких був вітчизняний архітектор А. Руска. 
Зовні цей колишній особняк здається одноповерховим, а насправді він має два поверхи (перший напівпідвальний). До нашого часу будинок зберігся майже у первісному вигляді.

## Історія
Театр ляльок у Черкасах було створено в листопаді 1965 року рішенням облвиконкому «Про створення Черкаського театру ляльок на повному самозабезпеченні при міському Палаці піонерів». Протягом 5 років театр зростав до значного професійного рівня, формуючи дієву трупу, напрацювавши репертуар з 7-ми вистав (за творами П'єра Гаммара, Самуїла Маршака, Євгена Шварца, Джанні Родарі, народних казок), розвинувши гастрольну практику поїздками по Черкаській, Полтавській і Сумській областях.
27 вересня 1970 року театру було надано статус обласного згідно з рішенням № 145 Черкаського облвиконкому. Організаторами і першими керівниками театру були Алла Григорівна і Володимир Петрович Мальцеви.
Від 1970-х років театр міститься в теперішньому приміщенні.
Його діяльність у 1970-х роках була позначена співтворчістю головного режисера Валерія Бугайова та головного художника Андрія Курія та незабутніми виставами: «Лошарик» Генріха Сапгіра, «Біла Троянда» Бели Юнгера, «Мері Поппінс» за повістю Памели Треверс.
На початку 1980-х років театр очолив головний режисер Володимир Долгополов. Його доробок — це вистави «Дзвони Лебединця-града», Карнаухової, Браусевича, «Чарівна лампа Аладдіна» Ніни Гернет, «Переможці» Петра Висоцького, а також концертні номери-довгожителі на українську тематику.
Подальший період творчого життя театру (від 1985 року) позначений частою зміною головних режисерів, та, як результат — відсутністю творчого лідера протягом майже 20-ти років.
У 2003 році театр прийняла новий директор Любов Величко, яка змінила на цій посаді Бориса Верлінського. У 2005 році на посаду художнього керівника призначено Ярослава Грушецького, а 2007-го — головним художником Каріну Чепурну. В театрі реконструйовано невеликий глядацький зал, який обладнаний необхідною звуковою та світловою апаратурою. Від 2007 року театр дає вечірні вистави, зокрема: «Обережно, Шапочка Червона!» за піснями Олександра Вертинського, «Каліф-Лелека» В. Маслова за Вільгельмом Гауфом, «Русалонька» Л. Разумовської за казкою Х.-К. Андерсена, «ОткрЫто» Славоміра Мрожека.
У жовтні 2006 року наказом Міністерства культури і туризму України театрові надано статус академічного.
Значною подією в культурному житті Черкас стало відзначення 45-річчя колективу в листопаді 2010 року.
Сьогодні (2011) театр очолює заслужений працівник культури України Любов Величко. Художній керівник театру — Ярослав Грушецький. Головний художник — Каріна Чепурна.

## Репертуар і діяльність
Репертуар Черкаського обласного академічного лялькового театру складається, як із дбайливо збережених вистав минулих років, так і з нових вистав за творами відомих українських та зарубіжних авторів. За роки творчої діяльності в театрі відбулося понад 150 прем'єр нових та капітально відновлених вистав за найкращими творами українських та зарубіжних авторів.
За останні роки (кін. 1980 — 2013-ті рр.) репертуарна афіша театру збагатилася класичними творами: 
- «Принцеса-стрибунка» Л. Дворського;
- «Попелюшка» за Шарлем Перро;
- «Наталка Полтавка» за І. П. Котляревським;
- «ОткрЫто» за п'єсою «Вдовы» С. Мрожека
- «Казка факіра-мандрівника» В. Маслова (за творами Вільгельма Гауфа);
- «Про Вовка, Козу та козенят» Ю. Гімельфарба (адаптація В. Ігнатієва)
- «Принцеса Крапочка» за творами Ані Шмідт (інсц. О. Дмітрієвої);
- «Обережно! Шапочка Червона» (вистава для дорослих) та «Червона Шапочка» (вистава для дітей) С. Єфремова, С. Когана
- «Лисичка, Котик і Півник» (академічна фреска) Я. Грушецького
- «Йшла собака через міст» за мотивами відомої казки «Хатинка луб'яна»
- «Братик Кролик» С. Когана (за мотивами негритянських народних казок дядечка Римуса)
- «Білосніжка та семеро гномів» О. Табакова, Л. Устинова

Високий рівень вистав, індивідуальної і колективної майстерності дозволяє Черкаському театру ляльок гідно представляти своє рідне місто і Черкащину на Міжнародних фестивалях театрів ляльок:
- у 1987 році в театрі народжується і користується незмінним успіхом у глядачів і сьогодні вистава «Бабуся і Ведмідь» за п'єсами Олександра Олеся, (інсц. Ю. Костюка), збудована на яскравих традиціях українського театру. Вистава представляла мистецтво театру у Польщі (м. Бидгощ), Чехії (м. Острава) та на І Міжнародному фестивалі національної класики на сцені театру ляльок «Обереги-2001» в місті Івано-Франківську відзначена двома Дипломами.
- 1998 року в театрі відбулася прем'єра «Маленького принца» за Антуаном де Сент-Екзюпері (режисер — О. Кузьмин, художник — А. Курій). На 1-му Міжнародному фестивалі театрів ляльок «Подільська лялька» у м. Вінниці вистава здобула Диплом «За найкращу сценографію».
- у 2001 році на Ш Міжнародному фестивалі «Золотий Телесик» (м. Львів) за виставу «Лисичка-сестричка та Вовк-панібрат» отриманий диплом фестивалю та грамота СТД України «За творчі успіхи, збагачення, розвиток та збереження українського національного мистецтва театру ляльок, утвердження в дитячих душах добра, злагоди та почуття відповідальності за долю України», і на II Міжнародному фестивалі театрів ляльок «Подільська лялька» за виставу «Про Вовка, Козу та козенят» — диплом «За великі здобутки у пропаганді лялькового мистецтва».
- вуличне дійство на основі традиційних народних комічних обрядів і розваг «Ярмаркові забави» (режисер — О. Кузьмин, художник — А. Курій), удостоєне диплома IV Міжнародного фестивалю античного мистецтва «Боспорські агони 2002» у місті Керчі; також на VII Міжнародному фестивалі театрів ляльок «Інтерлялька» (м. Ужгород) за виставу «Сумна весела казка» диплом «За своєрідне відтворення народних традицій театру ляльок», на III фестивалі театрів ляльок «Лялькові рандеву в Чернігові» (м. Чернігів) за виставу «Сумна весела казка» — диплом «За своєрідне відтворення народних традицій театру ляльок».
- вертепне дійство «На Різдво, під вечір...» у постановці режисера О. Кузьмина, художника А. Курія, представлене на V Міжнародному фестивалі театрів ляльок «Різдвяна містерія-2003» (м. Луцьк); у цьому ж, 2003 році вистава «Ярмаркові забави» (вуличне дійство на основі народних розваг) здобула диплом лауреата на III Міжнародному фестивалі театрів ляльок «Подільська лялька», а вистава «Сумна весела казка» отримала диплом ІІ Міжнародного фестивалю «Обереги-2003».
- постановка початку 2000-х років «Чарівні сни» І. та Я. Златопольських (за творами Дональда Біссета та Едварда Ліра) у постановці режисера Я. Грушецького та художника К. Тішиної (Харківський академічний театр ляльок) здобула два дипломи на Ш Міжнародному фестивалі театрів ляльок «Обереги-2005» у місті Івано-Франківську; а вистава «Івасик-Телесик» отримала диплом IV Міжнародного фестивалю «Золотий Телесик».
- у 2007 році — дипломи фестивалів IV Міжнародного «Обереги» (м. Івано-Франківськ) за виставу «Хочу бути великим» та V Міжнародного фестивалю театрів ляльок у Києві за цю ж виставу.
- 2008 рік — диплом ХІ Міжнародного фестивалю театрів ляльок «Інтерлялька-2008» за виставу «Мама для мамонтятка».
- 2010 рік — диплом міжнародного фестивалю «Дивень» (м. Хмельницький) за виставу «ОткрЫто» («Вдови») Славоміра Мрожека.

Справжньою подією для колективу театру і жителів міста зазвичай стають новорічні свята, свята Різдва та Святого Миколая, до яких театр готує цікаві шоу-програми за спеціальним сценарієм із яскравими костюмами, ляльками-масками та веселими іграми. У цей період театр дає близько 100 вистав, які відвідують до 10 тисяч глядачів.

## Галерея

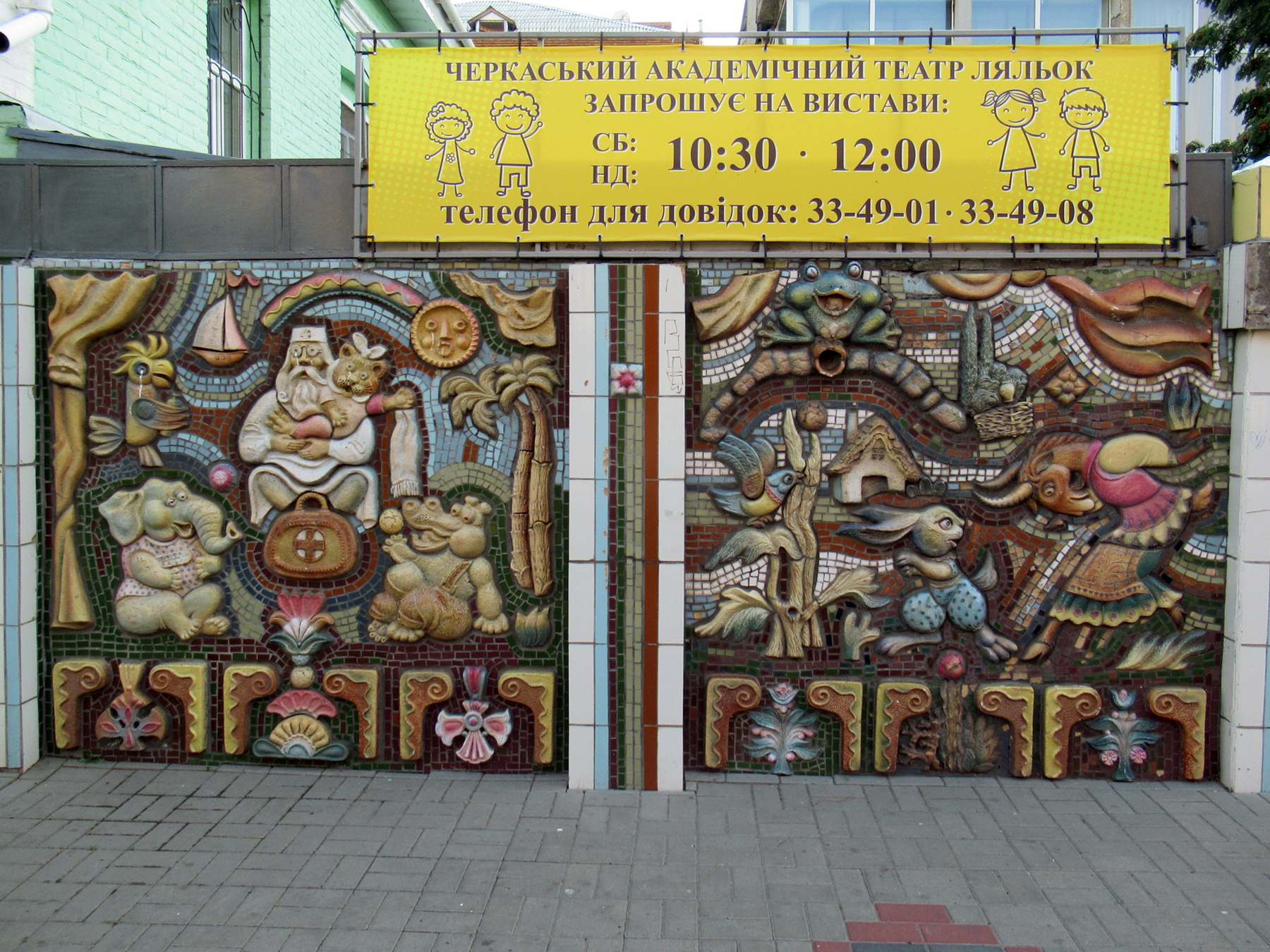
паркан театру по вул. Хрещатик
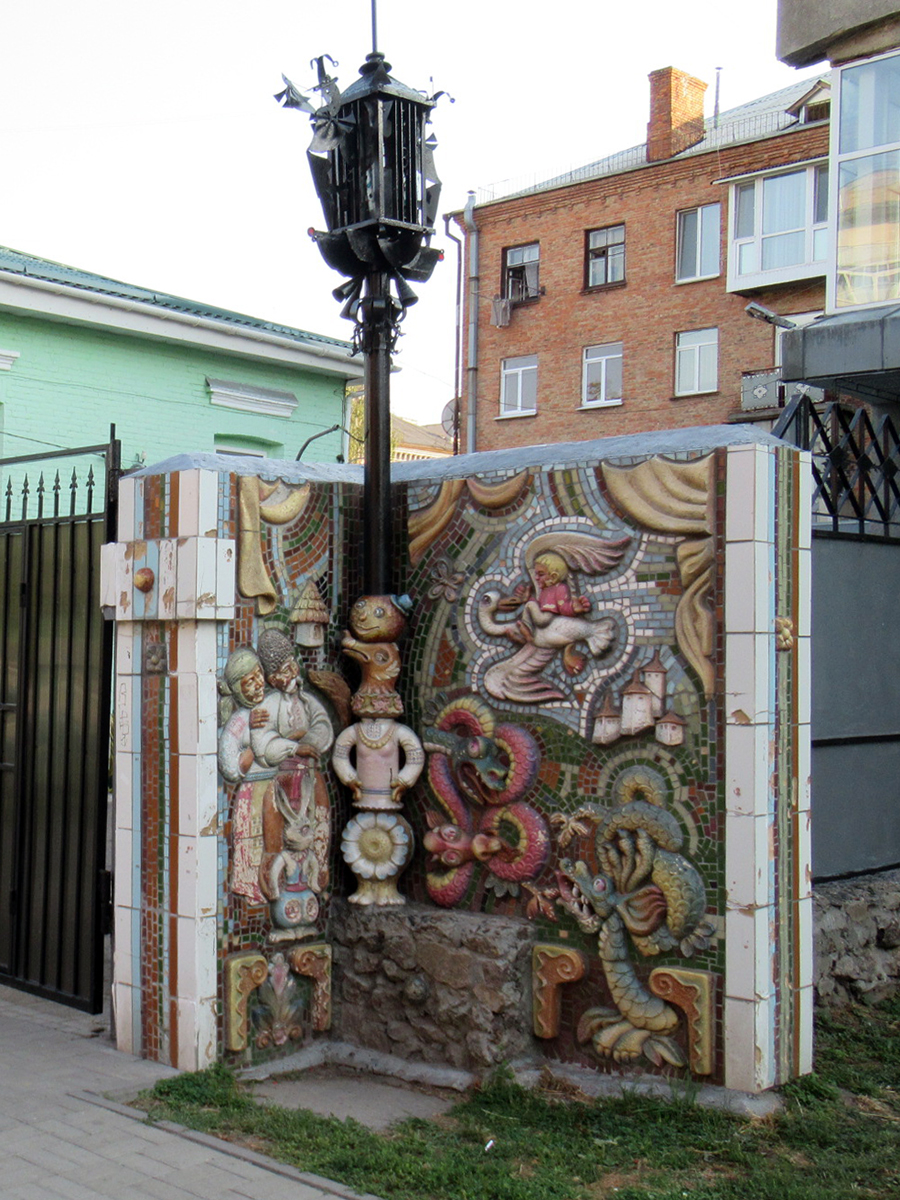
паркан театру по вул. Хрещатик